# 29656 Leejoseph
29656 Leejoseph è un asteroide della fascia principale. Scoperto nel 1998, presenta un'orbita caratterizzata da un semiasse maggiore pari a 2,4447881 UA e da un'eccentricità di 0,1504819, inclinata di 2,89922° rispetto all'eclittica.